# Alchemilla helenae
Alchemilla helenae är en rosväxtart som beskrevs av Sergei Vasilievich Juzepczuk. Alchemilla helenae ingår i släktet daggkåpor, och familjen rosväxter. Inga underarter finns listade i Catalogue of Life.